# David Buck
Pour les articles homonymes, voir Buck.
David Buck est un acteur britannique né le 17 octobre 1936 à Londres et mort le 27 janvier 1989 à Esher (Royaume-Uni).

## Filmographie

### Cinéma
- 1966 : The Sandwich Man de Robert Hartford-Davis : Steven
- 1967 : Dans les griffes de la momie (The Mummy's Shroud) de John Gilling : Paul Preston
- 1968 : Le chat croque les diamants (Deadfall) de Bryan Forbes : Salinas
- 1969 : A Taste of Excitement de Don Sharp : Paul Hedley
- 1969 : Opération V2 (Mosquito Squadron) de Boris Sagal : Sq. Leader David Scott
- 1978 : Le Seigneur des anneaux (The Lord of the Rings) de Ralph Bakshi : Gimli (voix)
- 1982 : Dark Crystal (The Dark Crystal) de Jim Henson et Frank Oz :  SkekNa, le maître des esclaves (voix)

### Télévision

#### Téléfilms
- 1963 : As You Like It : Oliver
- 1965 : Nineteen Eighty Four : Winston Smith
- 1966 : The Survivors : Charles Canut
- 1979 : Henry IV : le comte de Westmoreland
- 1979 : Henry V  : le comte de Westmoreland

#### Séries télévisées
- 1966 : The Idiot : le prince Myshkin
- 1973 : Woodstock : Markham Everard

- 1983 : Mansfield Park : Mr. Price
- 1983 : The Cleopatras : Ventidius
- 1987 : Heart of the Country : Angus Patrick
- 1989 : Chelworth : Russell Fairless